# Fiss
Fiss – gmina w Austrii, w kraju związkowym Tyrol, w powiecie Landeck. Leży w Alpach, na wysokości 1438 m n.p.m. Powierzchnia gminy wynosi 37,7 km² i jest zamieszkana przez 1001 mieszkańców (1 stycznia 2015). Rada gminy liczy jedenaście osób. Sąsiednie gminy to: Ladis, Prutz, Ried im Oberinntal i Serfaus. Fiss leży na "słonecznym tarasie", ok. 500 m nad poziomem doliny Oberinn, nad rzeką Inn, w dolinie Oberes Gericht, na łagodnym, południowym górskim zboczu. Od lat 60. XX wieku Fiss przekształciło się w typową górską miejscowość, żyjącą z turystyki.